# The Ghost of You
"The ghost of you" és el tercer senzill de la banda My Chemical Romance del seu segon disc, Three cheers for sweet revenge. És la segona cançó en arriba a nº1, després del senzill anterior, “Helena”. El títol de la cançó prové del còmic Watchmen,
història de la qual hi ha un avís publicitari que diu “Oh, how the ghost of you
clings”.

## Llista de cançons
Versió 1 (CD promocional)
1. "The ghost of you" – 3:15

Versió 2 (CD)
1. "The ghost of you" – 3:14
2. "Helena" (en directe per Warped Tour bootleg series) – 4:32

Versió 3 (CD)
1. "The ghost of you" – 3:16
2. "I'm not okay (I promise)" (en directe per Warped Tour bootleg series) – 2:59
3. "Cemetery drive" (en directe per Warped Tour bootleg series) – 2:58

Versió 4 (disc de vinil)
1. "The ghost of you" – 3:26
2. " Helena" (en directe per Warped Tour bootleg series)
3. "I'm not okay (I promise)" (en directe per Warped Tour bootleg series)
4. "Cemetery drive" (en directe per Warped Tour bootleg series)

Versió 5 (descarga digital)
1. "The ghost of you" – 3:16
2. "I'm not okay (I promise)" (en directe per Warped Tour bootleg series) – 2:59
3. "Cemetery drive" (en directe per Warped Tour bootleg series) – 2:58

## Video musical
Va ser filmat durant dos dies Malibú, California. La major
part del video té lloc a un ball de la United Service Organizations (USO)
on la banda està tocant, però la resta representa una escena del Día D,
en la qual els integrants de la banda interpreten a soldats nord-americans en un dur combat. Al ball, l'uniforme d'un soldat té un pegat
de la 101a Divisió Aerotransportada, també coneguda com a Àguiles
Udoladores (Screaming Eagles), però la 101a Divisió Aerotransportada no
va estar involucrada en desembarcaments a la platja, sinó que van ser llançats en
paracaigudes a través de les línies enemigues en el Dia D.
El video pren un gir emocional quan el baixista Mikey Way és ferit i
assassinat per trets alemanys, tot i que el metge (interpretat per
Ray Toro) intenta salvar-lo, afegint èmfasi al sentiment de pèrdua
del que tracta la cançó. Aquest és vist portant un pegat de la 1a Divisió d'Infanteria en el video. La 1a Divisió d'Infanteria, la "Big Red One" va ser la primera a desembarcar a la platja d'Omaha el 6 de juny de 1942, així que té sentit. Mentre Mikey
mor, Gerard crida i és retingut (encara que no hi ha un so diferent del de la
cançó). En el DVD Life on the murder scene Ray li parla a Mikey seu
part que va dir mentre tractava de salvar-lo. Originalment era "Mikey! estàs
mort! (Com et sents!?)" ("Mikey! You're dead! how do you feel!?").
El 9 de setembre del 2005, en el seu quart dia, la cançó va ser catapultada
sorpresívament al n. º 1 en el rànquing de videos musicals de MTV Total request live. Aquest video va marcar els canvis en l'estil musical de My Chemical Romance, la base de fans i la seva imatge en general.
Mikey Way, en una entrevista amb el canal Fuse, va afirmar que quan la porta
de la llanxa es va obrir, i la banda va córrer cap a la sortida de la llanxa, a causa del
pes de tots els membres, els extres i l'equip combinat, van omplir la llanxa
d'aigua a tal punt que la banda va estar a punt d'acabar ofegada. Aquesta
contrarietat va ser captada per l'equip de My Chemical Romance, i va ser inclòs,
juntament amb el making of i el video mateix, en el DVD Life on the murder scene.
En aquest mateix DVD, es mostra que durant la seva gira amb Green Day, MCR mostra
el video de " Wake me up when September ends"
que també tracta sobre guerra. Gerard temia que "The ghost of you" fos igual
a aquest, però aquest tracta sobre la pèrdua d'algú estimat. "Green Day d'una manera
ens va donar la seva benedicció", va dir Gerard.

### Errors del video musical
Mentre els soldats estan en les llanxes "Higgins boats", s'aprecia un
soldat amb un pegat de la 2nd Ranger Battalion. Quan els soldats
desembarquen a la platja, ells porten una insígnia de la 1a Divisió d'Infanteria.
Durant la batalla de Normandia, aquestes dues unitats no van estar
juntes en la Platja d'Omaha.
Al començament del video, podem veure a Mikey Way tocant un Fender Precision Bass. Aquest baix va començar a vendre's des de l'any 1951. Hauria estat
històricament més exacte que toqués un contrabaix, però Mikey mai ha
tocat un d'ells.
Al final del video, quan la càmera s'apropa cap a l'angoixat ull de
Gerard, en la distància és possible veure un soldat d'una manera molt relaxada i
tranquil·la, encara que aquest no formi part del video.
Quan les llanxes "Higgins boats" obren les seves portes, cap home és
assassinat. No obstant això en el dia D, foren molts homes morts a causa dels
MG42, encara que aquestes dades poden ser aliens al video, tenint en compte que
la història se centra en la mort de Mikey.

### Coberta del CD
La portada de la caixa de "The ghost of you" té el mateix estil o tema que la
sèrie de HBO cridada Band of brothers. El text en
la portada recorda molt a les usades als jocs Medal of
honor.